# Rachel Daly
Rachel Daly (født 28. oktober 1991) er en kvindelig engelsk fodboldspiller, der spiller angreb/forsvar for amerikanske Houston Dash i National Women's Soccer League og Englands kvindefodboldlandshold.
Daly optrådte på et kort lejeophold for FA Women's Super League-klubben West Ham United fra september 2020 til kontraktudløb januar 2021.
Hun blev første gang udtaget til det engelske A-landshold i juni 2013 af landstræner Mark Sampson, men blev ikke udtaget til EM i fodbold for kvinder 2017 i Holland. Efterfølgende blev hun udtaget til VM i kvindefodbold 2019 i Frankrig under Phil Neville. Under den nye landstræner Sarina Wiegman blev hun igen udtaget til den endelige EM-trup ved EM på hjemmebane, hvor hun startede inde i åbningskampen på Old Trafford mod Østrig.
Den 27. maj 2021 blev det annonceret at Daly var udtaget til den officielle OL-trup for Storbritanniens olympiske hold ved Sommer-OL 2020 i Tokyo.